# Fernando Pereira
Fernando Pereira (* 10. Mai 1950 in Chaves, Portugal; † 10. Juli 1985 in Auckland, Neuseeland) war ein freischaffender niederländischer Fotograf portugiesischer Herkunft und Greenpeace-Aktivist, der bei der Versenkung der Rainbow Warrior getötet wurde.

## Leben und Kontext
Der in der portugiesischen Kleinstadt Chaves geborene Pereira floh zur Regierungszeit António de Oliveira Salazars aus seinem Heimatland, um nicht zum Militärdienst eingezogen zu werden. Über Spanien floh er zu Fuß und per Anhalter bis in die Niederlande. Dort schlug er eine Laufbahn als Fotograf ein. Als Pressefotograf fotografierte er Künstler, Politiker und aktuelle Ereignisse. Fast eintausend seiner Fotos sind über das Nationalarchiv der Niederlande verfügbar. Durch seine Heirat mit einer Holländerin wurde er schließlich niederländischer Staatsbürger. Die Familie hatte zwei Kinder: Marelle und Paul. 1985 beteiligte er sich als Fotograf und Aktivist an der Greenpeace-Aktion gegen die französischen Kernwaffentests auf dem Mururoa-Atoll.
Er starb bei der Versenkung der Rainbow Warrior durch den französischen Geheimdienst. Nach der ersten Explosion war er mit anderen Aktivisten unter Deck gegangen, nach der zweiten Explosion wurde er vermisst und konnte nur noch tot geborgen werden. Der Anschlag auf das Greenpeace-Schiff wurde im Hafen von Auckland durch zwei Agenten des französischen Auslandsgeheimdienstes durchgeführt. Es wurden zwei Haftminen an dem Schiff angebracht. Der Kapitän der Rainbow Warrior, Peter Willcox, befahl das Schiff zu verlassen. Pereira ging aber unter Deck, möglicherweise um seine Kamera-Ausrüstung zu retten. Der Schiffsarzt ging davon aus, dass die Explosion der zweiten Mine ihn unter Deck betäubt habe. Der Tod Pereiras löste ein weltweites Medienecho aus, weil er zum Symbol der Handlungsweise des Geheimdienstes gegen Greenpeace wurde: „Pereira starb, weil der französische Geheimdienst ein Schiff mit Menschen versenkt hatte, die sich für den Schutz der Umwelt einsetzten“ (Katja Iken im Spiegel).
Zwei der Ausführenden des Anschlags, die Geheimdienstoffiziere Alain Mafart und Dominique Prieur, wurden im November 1985 zu zehn Jahren Haft wegen Totschlags verurteilt. Davon verbüßten sie acht Monate, bevor sie unter französischem Druck auf das französische Atoll Hao verlegt wurden. Die Familie Pereira erhielt von der französischen Regierung eine Entschädigung von umgerechnet ca. 300 000 Euro, die den Sätzen für Schadenersatz bei Verkehrsunfällen entsprach.
Die Versenkung der Rainbow Warrior und der Tod Pereiras gelten als eine der größten politischen Niederlagen in der Amtszeit Mitterrands.
2005, am zwanzigsten Jahrestags des Untergangs der Rainbow Warrior wurde öffentlich, dass der französische Präsident François Mitterrand selbst die Aktion autorisiert hatte. In einer Erklärung sagte Admiral Pierre Lacoste, der damalige Geheimdienst-Chef, dass Pereiras Tod schwer auf seinem Gewissen laste.

## Fotos von Pereira

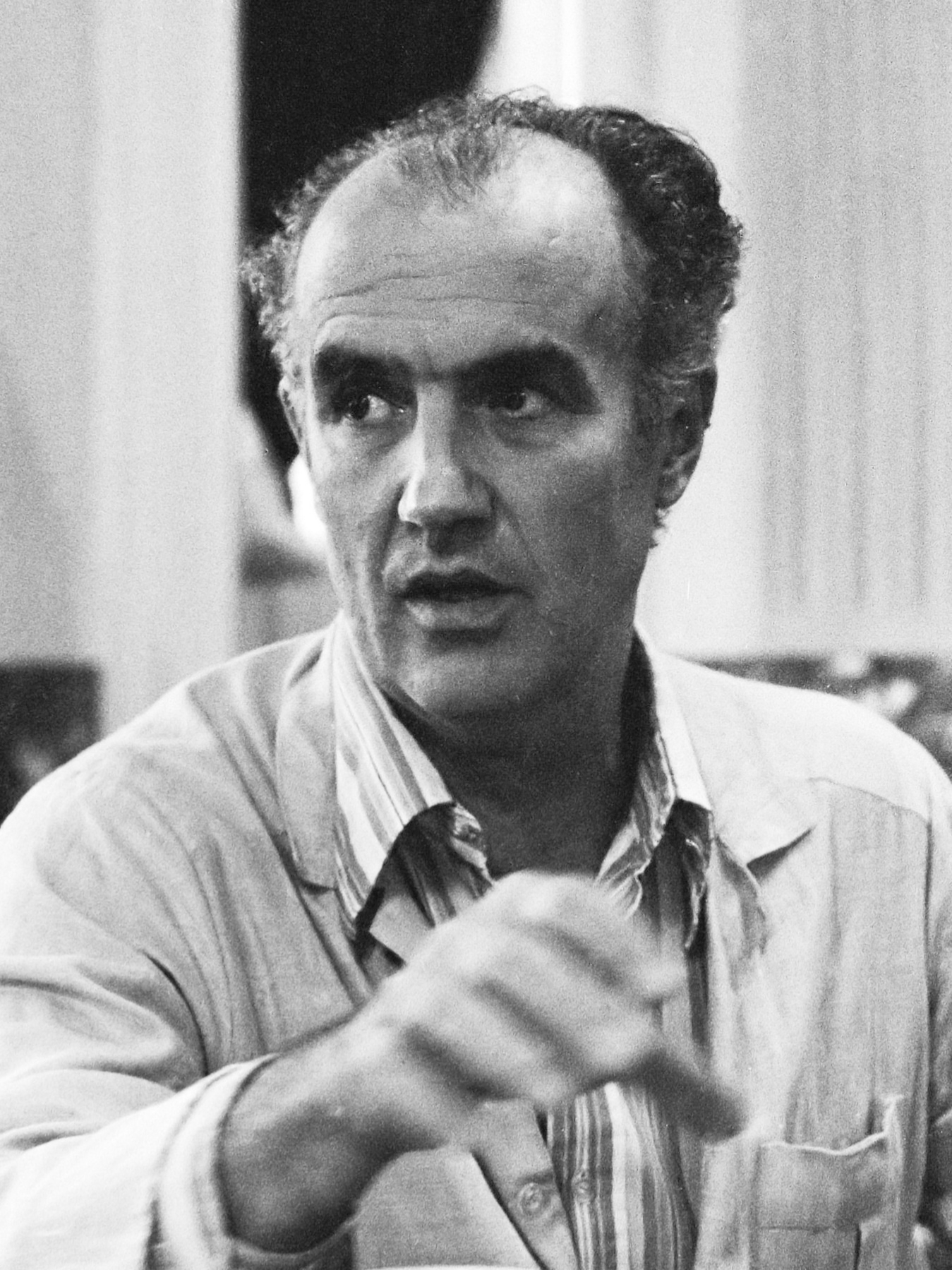
Luigi Nono (1979)
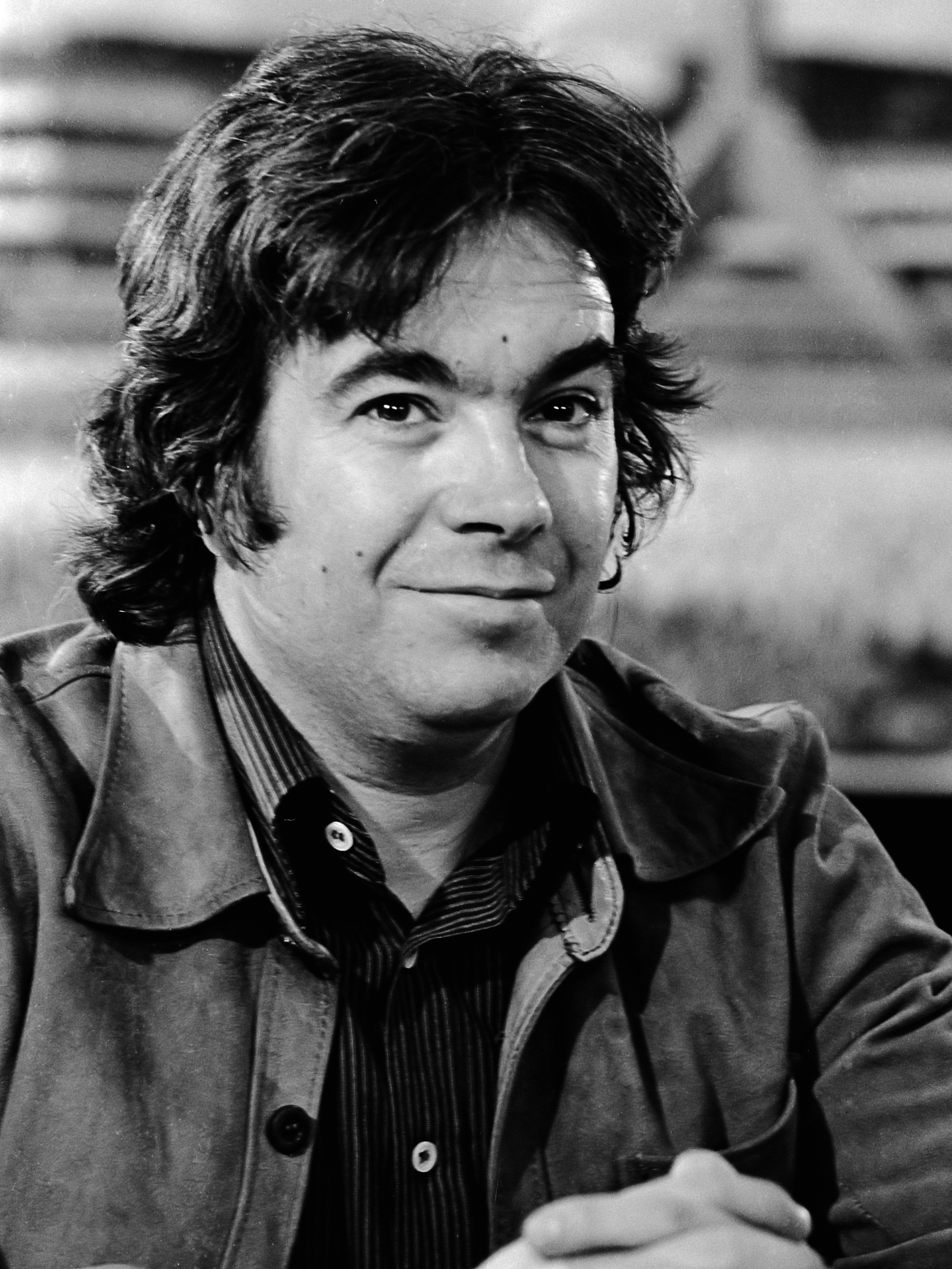
Antoni Ros-Marbà (1980)
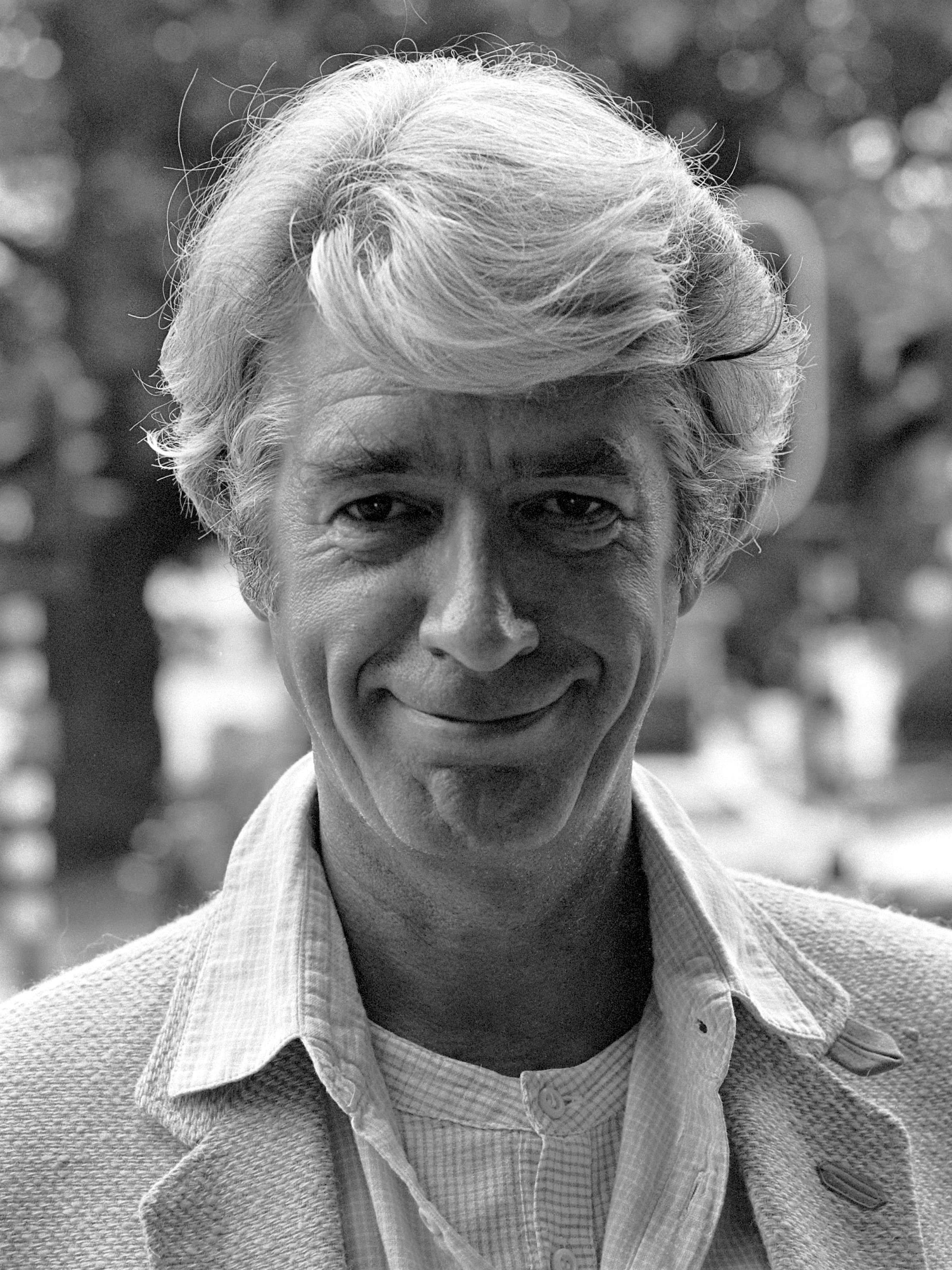
Rudi Carrell (1980)
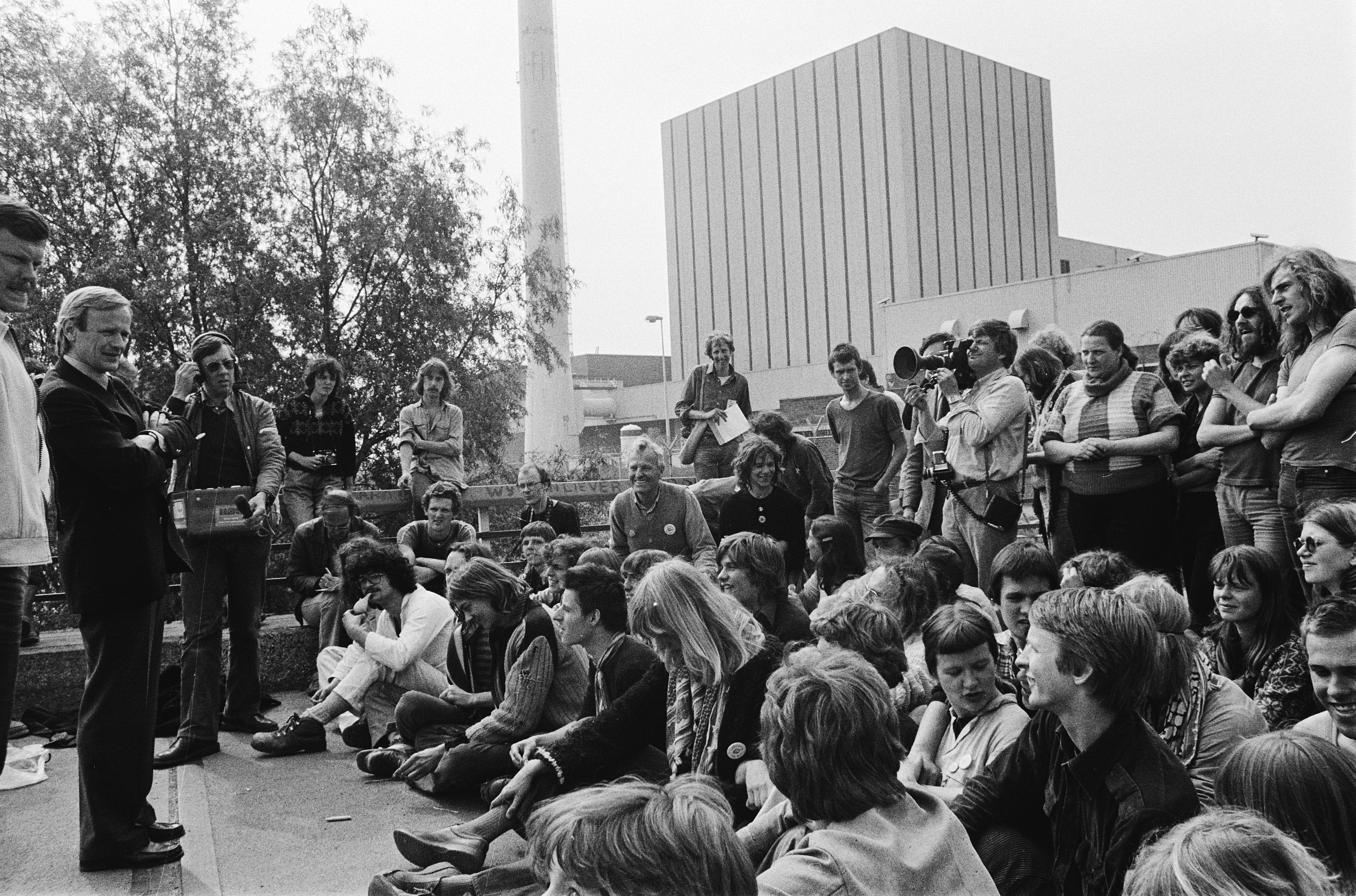
Protest Kernkraftwerk Dodewaard (1980)
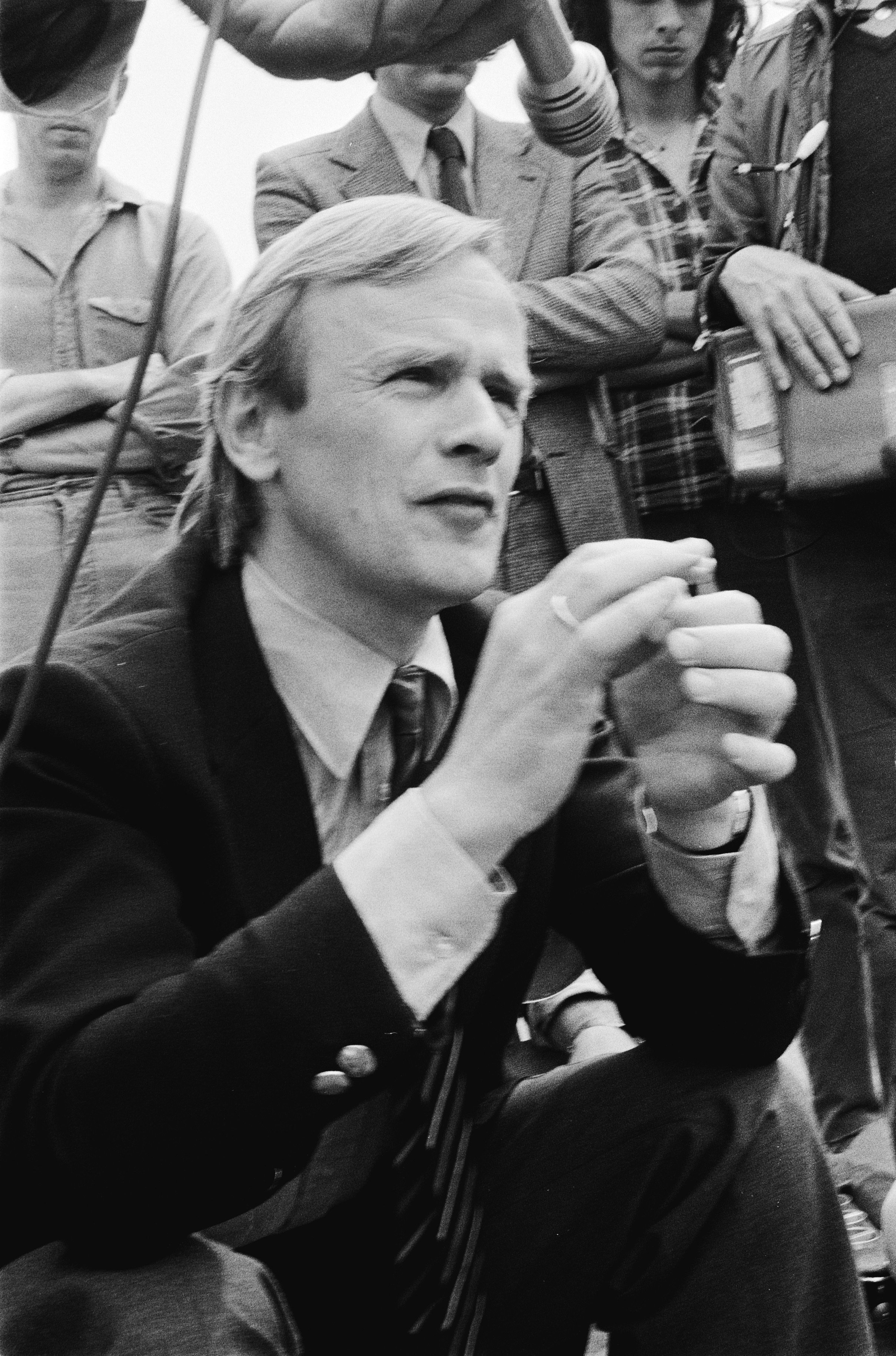
Jack Patijn (1980)
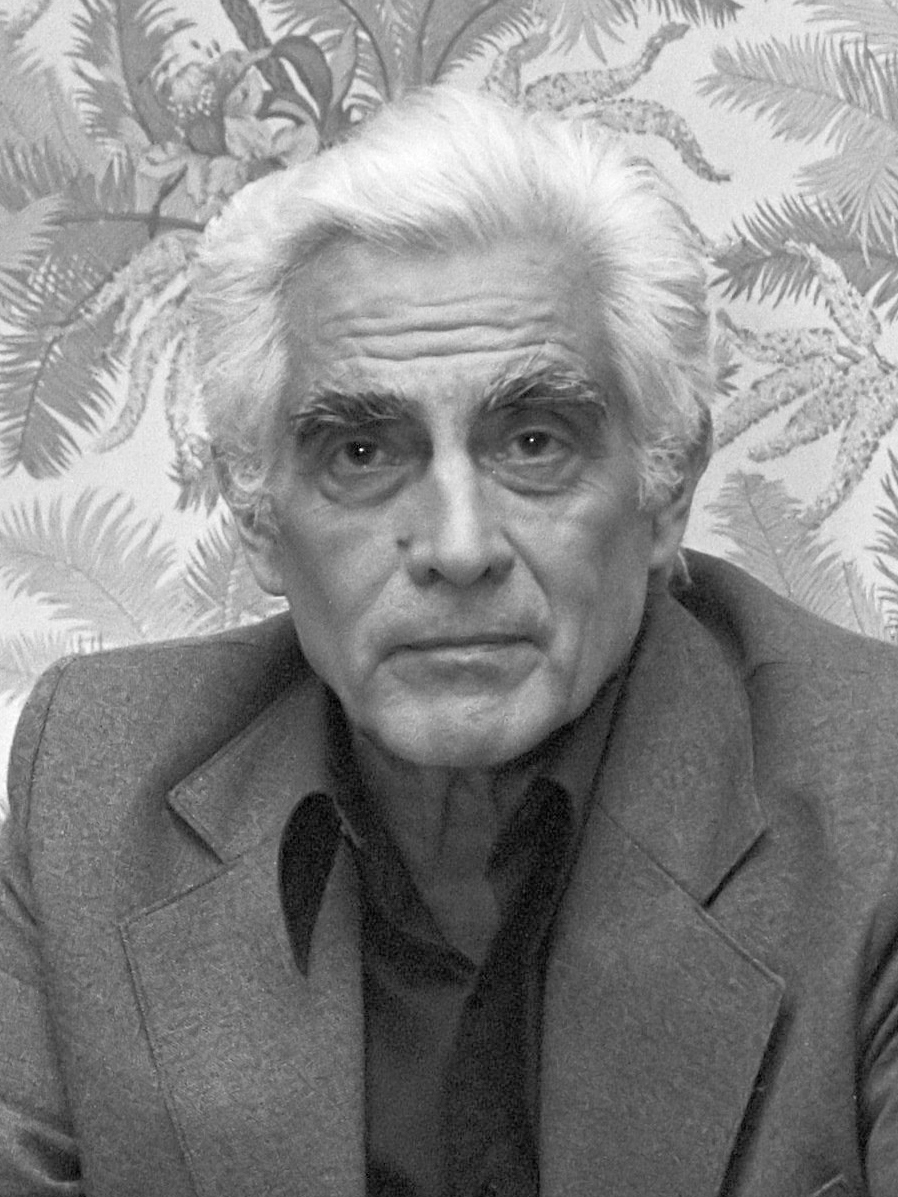
Álvaro Cunhal (1980)